# Kira Trusova
Kira Trusova (russisk: Кира Владимировна Tрусова tr. Kira Vladimirovna Trusova ; født 28. juni 1994 i Togliatti, Rusland) er en kvindelig russisk håndboldspiller som spiller for HK Astrakhanotjka og Ruslands kvindehåndboldlandshold.